# Eugenio Bonvicini
Eugenio Paolo Martino Bonvicini (Massa Lombarda, 11 novembre 1823 – Massa Lombarda, 28 agosto 1908) è stato un politico italiano.

## Biografia

### 1823-1874
Nacque dal conte Gaetano e dalla sua sposa Caterina Maccaferri, in una famiglia di proprietari terrieri. Venne avviato agli studi in legge e nel 1844 si laureò all'Università di Bologna. Iniziò a praticare la professione forense a Bologna nello studio di un parente concittadino. Nel 1847 si sposò con la ferrarese Adelaide Fioravanti, figlia del marchese Giuseppe. Dalla coppia nacquero Achille, Chiarina, Adolfo (1854-1916) e Giulio.
Animato da sentimenti patriottici, partì il 27 marzo del 1848 per la prima guerra d'indipendenza, arruolato nelle truppe volontarie dello Stato Pontificio. Partecipò alla Campagna del Veneto nella Divisione romana. Divenne compagno d'armi di Alfredo Baccarini, di cui rimase amico per tutta la vita. In giugno il Papa ritirò le truppe pontificie; Bonvicini rimase sul campo di battaglia ottenendo il grado di Tenente. Ammalatosi, fu costretto a rientrare a Massa Lombarda prima della fine del conflitto. Iniziò quindi l'attività politica. Nel 1849 fu candidato ad un seggio nella costituenda Repubblica romana. Fu eletto ma dovette rinunciare a partire per Roma poiché non aveva ancora compiuto 25 anni. Venne nominato vice-governatore di Massa Lombarda, assumendo poi la carica maggiore ad interim, fino alla conclusione dell'esperienza repubblicana. Nello stesso 1849 Bonvicini divenne presidente del neocostituito Circolo popolare massese. Ritornato il governo pontificio, assunse la carica di consigliere provinciale a Ferrara. Si dedicò inoltre agli studi economico-agrari collaborando con vari giornali, tra cui il Giornale d'Agricoltura.
Nel 1857 fu tra i fondatori della Cassa di Risparmio cittadina e ne divenne vicepresidente. Da presidente della Congregazione di Carità nonché della Società dei reduci, per circa tre anni, donò il proprio onorario mensile ad opere di beneficenza. Fece parte della Guardia civica con il grado di Tenente. In un periodo in cui la Romagna era funestata dal fenomeno del banditismo e del brigantaggio, diede un attivo contributo al ristabilimento dell'ordine come capo della Guardia civica di Lugo.
In seguito alla vittoria franco-piemontese nella seconda guerra d'indipendenza, le truppe austriache, il 12 giugno 1859, lasciarono definitivamente la Romagna. La giunta comunale di Massa Lombarda cooptò quattro nuovi consiglieri, tra cui Eugenio Bonvicini, che cominciò così una lunghissima carriera nel Consiglio comunale massese, della durata oltre quarant'anni, fino all'aprile 1900. Nello stesso 1859 la Giunta Provvisoria di Bologna lo nominò governatore, con l'incarico di condurre il paese ai plebisciti di annessione al Regno di Sardegna (11-12 marzo 1860). Nella nuova amministrazione, in cui fu nominato assessore alla pubblica istruzione (1860), Bonvicini gestì l'applicazione della «Legge Casati», introdotta nell'anno scolastico 1860/61. Il Comune istituì le scuole elementari aperte a tutti (fino alla terza classe) e introdusse dei servizi che ampliarono la partecipazione dei cittadini meno abbienti: libri gratuiti e una lavagna in ogni classe. Negli anni 1863-69 Bonvicini ricoprì la carica di sindaco di Massa Lombarda. Nel 1869 si dimise in polemica col sotto-prefetto di Ravenna, causa l'aumento della tassa sul macinato. Approvata dal Parlamento nel 1868, aumentava di 2 lire il prezzo di un quintale di grano e di una lira quello del granturco. Il 21 gennaio 1869 scoppiò un tumulto in paese. Di fronte alla folla inferocita, Eugenio Bonvicini assicurò che avrebbe pagato la tassa di tasca propria. Però il giorno dopo il sotto-prefetto di Ravenna (con sede a Lugo) escluse questa possibilità. Bonvicini rassegnò dimissioni irrevocabili. Successivamente tornò all'avvocatura e si trasferì a Bologna. Abitò nel palazzo di famiglia in Via Castiglione insieme alla moglie ed ai figli.

### 1874-1908
La passione per l'attività politica lo riprese dopo pochi anni. Nel 1874 decise di fare il grande salto verso la politica nazionale. Alle elezioni parlamentari dell'8 novembre fu candidato dal Partito monarchico-liberale nel collegio di Lugo. Sconfisse il repubblicano Aurelio Saffi al ballottaggio del 25 novembre. Fu riconfermato per altre due legislature: nel 1877 e nel 1880.
Politicamente moderato, rimase sempre fedele alla corrente del partito "costituzionale" facente capo al bolognese Marco Minghetti, anche dopo la sconfitta elettorale del 1876. Proprio nel 1876, alle elezioni del 5 e 12 novembre, Bonvicini fu battuto al ballottaggio da Giosuè Carducci, candidato dei repubblicani. Però il poeta non poté essere eletto perché risultò eccedente il numero dei non politici. Si dovette tornare alle urne. Alle elezioni suppletive del 10 aprile 1877 Bonvicini vinse al primo turno.
In Parlamento strinse un'amicizia duratura con Alfredo Baccarini, Domenico Masi, Tommaso Gessi, Luigi Rava e Andrea Costa. In Parlamento Bonvicini si batté affinché Massa Lombarda fosse collegata alla linea ferroviaria Ferrara-Rimini. La battaglia fu vinta; fu lo stesso deputato il primo a comunicare la notizia ai suoi concittadini. Con un telegramma del 9 giugno 1879 Bonvicini comunicò alla popolazione massese che la ferrovia «Rimini-Ferrara con diramazione Lavezzola-Lugo [è stata] approvata». Il risultato fu raggiunto anche grazie ai buoni rapporti fra Bonvicini ed Alfredo Baccarini, all'epoca Ministro del lavori pubblici.
Nel 1882 non fu riconfermato alla Camera, venendo battuto dal candidato socialista Andrea Costa. Continuò comunque la sua attività per il progresso economico e civile di Massa Lombarda. Decise di interessarsi al raddrizzamento dell'argine del fiume Santerno, presso Sant'Agata, del tronco ferroviario Massa-Lugo e del Canale in destra di Reno. Pur non essendo più deputato, riuscì a far valere le proprie conoscenze della politica romana. Recatosi nella capitale con Giovan Battista Manzoni (sindaco di Lugo), ottenne un colloquio con il Ministro dei Lavori pubblici e con il Primo ministro Agostino Depretis. Gli incontri ebbero esito positivo.

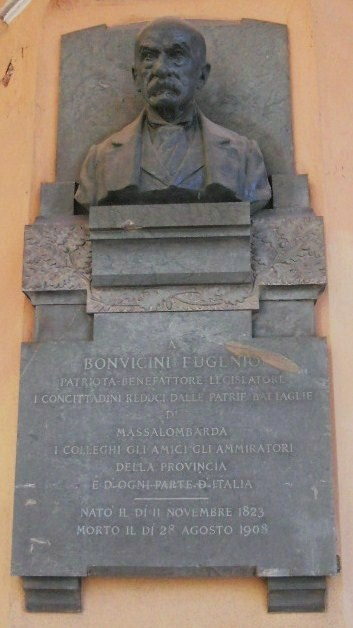
Municipio di Massa Lombarda, busto di Eugenio Bonvicini realizzato dallo scultore bolognese Giuseppe Romagnoli e con l'epigrafe dettata dal conte Saladino Saladini Pilastri.

Successivamente la sua partecipazione alla vita politica cittadina aumentò di intensità: nel 1886 divenne presidente della locale Società operaia di mutuo soccorso. Nel marzo 1887 entrò in Giunta; nel settembre dello stesso anno riassunse la carica di sindaco, dopo le dimissioni di Emilio Roli (sindaco dal 1885, suo avversario politico, ma che godeva della stima e dell'amicizia di Bonvicini). Erano passati 18 anni da quando Bonvicini era stato sindaco l'ultima volta. A questa carica sommava quella di presidente della Provincia di Ravenna.
A dimostrazione del suo notevole impegno per il bene comune, Bonvicini era anche membro del Consiglio di amministrazione della locale Cassa di risparmio e dell'asilo infantile, nonché presidente della Congregazione di carità.
Si impegnò direttamente nel Consiglio di amministrazione della Cooperativa braccianti (fondata nel febbraio 1890), assumendone la carica di vice presidente e coinvolgendo anche il figlio Giulio come cassiere. Garantì, assieme ad un altro proprietario terriero, un mutuo di 12.000 lire che la cooperativa stipulò con la Società operaia massese.
Il 4 dicembre di quell'anno venne nominato Senatore, a coronamento di una vita pubblica esemplare. Da allora rimase per lunghi periodi lontano da Massa Lombarda.
Nel 1899 una malattia lo tenne chiuso in casa per diversi mesi. Il 30 aprile 1900 rassegnò le dimissioni dal Consiglio comunale per l'età avanzata (77 anni). Furono respinte immediatamente dal Consiglio, che offrì a Bonvicini sei mesi di tempo per riflettere. Il Senatore confermò la sua decisione alla scadenza del periodo.
Le sue partecipazioni ad eventi pubblici si diradarono. L'11 maggio 1902 partecipò ad una manifestazione per lo scavo del Canale in destra di Reno (il cui cantiere fu aperto l'anno seguente). Nel 1903 partecipò con numerosi concittadini, nonostante l'età avanzata, al pellegrinaggio commemorativo per il 25º anno dalla morte di Vittorio Emanuele II, recandosi a Roma al Pantheon. Ne omaggiò la tomba con una corona in metallo, dono della Società dei Reduci di Massa Lombarda. La sua ultima apparizione in pubblico avvenne nel maggio 1908, a quasi 85 anni, quando presenziò all'inaugurazione ufficiale della tessitoria.
Morì a Massa Lombarda il 28 agosto 1908. Dopo soli due anni, il 20 ottobre 1910 la Società dei Reduci di Massa Lombarda, di cui era stato presidente sin dalla sua fondazione (1887), gli dedicò a perenne memoria un busto in bronzo (inaugurato dall'onorevole Luigi Rava) tuttora esposto sotto il loggiato del municipio.